# Skinwalker Ranch

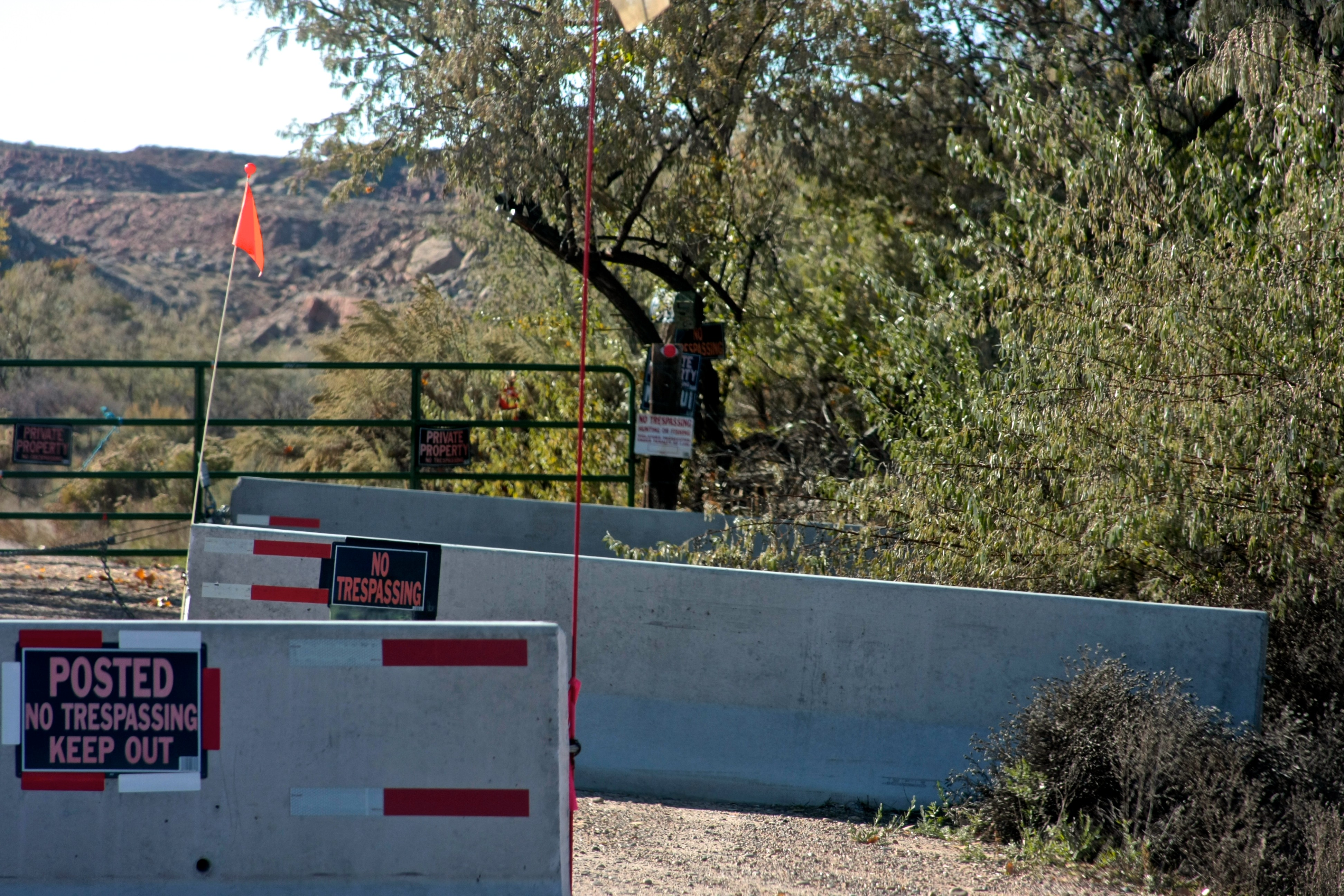
Une des entrées du ranch.

Le Ranch Skinwalker (« Skinwalker Ranch » en anglais) est une propriété située sur environ 207 hectares dans l'État de l'Utah aux États-Unis. Le ranch est connu pour être le site de nombreuses rencontres paranormales et extraterrestres. Le nom « skin-walker » (un sorcier capable de se métamorphoser en animal) est dérivé d'un folklore tribal des autochtones Navajos. 

## Histoire
Des cas d'activité extraterrestre dans le bassin de la rivière Uinta sont portés à la connaissance du public pendant les années 1970. Des allégations de rencontres surnaturelles sur le ranch sont publiées pour la première fois en 1996 dans le journal Deseret News. Elles font partie d'un recueil d'articles créé par le journaliste d'investigation George Knapp (en). Ces premiers récits détaillent les déclarations d'une famille qui aurait vécu des évènements inexplicables et effrayants pendant qu'elle habitait dans la propriété. Knapp a collaboré avec un professeur de biochimie appelé Colm A. Kelleher pour écrire un livre dans lequel ils décrivent l'acquisition du ranch par l'Institut National des Découvertes Scientifiques (National Institute for Discovery Science ou NIDSci en anglais) afin d'étudier les rapports des précédents propriétaires. Dans leurs témoignages, ils décrivent l'observations d'ovnis, de créatures étranges, de cercles de culture, d'orbes mystérieux et d'esprits frappeurs.

## Évènements paranormaux
Le ranch est situé dans la partie ouest du comté d'Uintah qui borde les territoires des amérindiens Utes. Cette zone a été surnommée « ranch des ovnis » en raison de son histoire ostensible d'évènements étranges qui y auraient eu lieu. Kelleher et Knapp ont étudié et analysé des preuves[Information douteuse] d'environ 100 incidents, y compris la disparition et la mutilation de bétail, des objets volants non identifiés, des orbes mystérieux, des animaux inconnus avec des yeux rouges et des objets invisibles qui émettent des champs magnétiques néfastes. Parmi ceux ayant participé à l'étude est le colonel américain retraité John B. Alexander (en) qui a qualifié l'effort du NIDSci de tentative d'obtenir des données en utilisant une « approche scientifique standard ». Cependant, les enquêteurs avouent qu'il y a des « difficultés à trouver des preuves cohérentes avec la publication scientifique ».
Les mutilations d'animaux font partie du folklore régional depuis des décennies. Convaincu par les déclarations de l'ancien propriétaire Terry Sherman, le fondateur du NIDSci Robert Bigelow achète le ranch pour 200 000 $.

## Propriétaires du ranch
- 1934 à 1994 : Kenneth et Edith Myers ;
- 1994 à 1996 : Terry et Gwen Sherman ;
- 1996 à 2016 : Robert Bigelow ;
- 2016 à aujourd'hui : Brandon Fugal.

En 2016, Bigelow décide de vendre le ranch pour 4,5 millions de dollars à Adamantium Holdings, une société écran. Après cet achat, toutes les routes menant au ranch sont fermées. Le périmètre est actuellement fortement sécurisé par des caméras de surveillance et des clôtures barbelées. De plus, plusieurs panneaux indicateurs sont installés afin d'empêcher les gens de s'approcher de la propriété. En 2017, le nouveau propriétaire (inconnu à l'époque) dépose une demande d'enregistrement de marque pour le Ranch Skinwalker. La marque est officiellement enregistrée en 2018. En mars 2020, Brandon Fugal, un magnat américain de l'immobilier annonce qu'il est le propriétaire actuel.